# Ouïezd de Spassk (Gouvernement de Riazan)
Pour les articles homonymes, voir Ouïezd de Spassk.

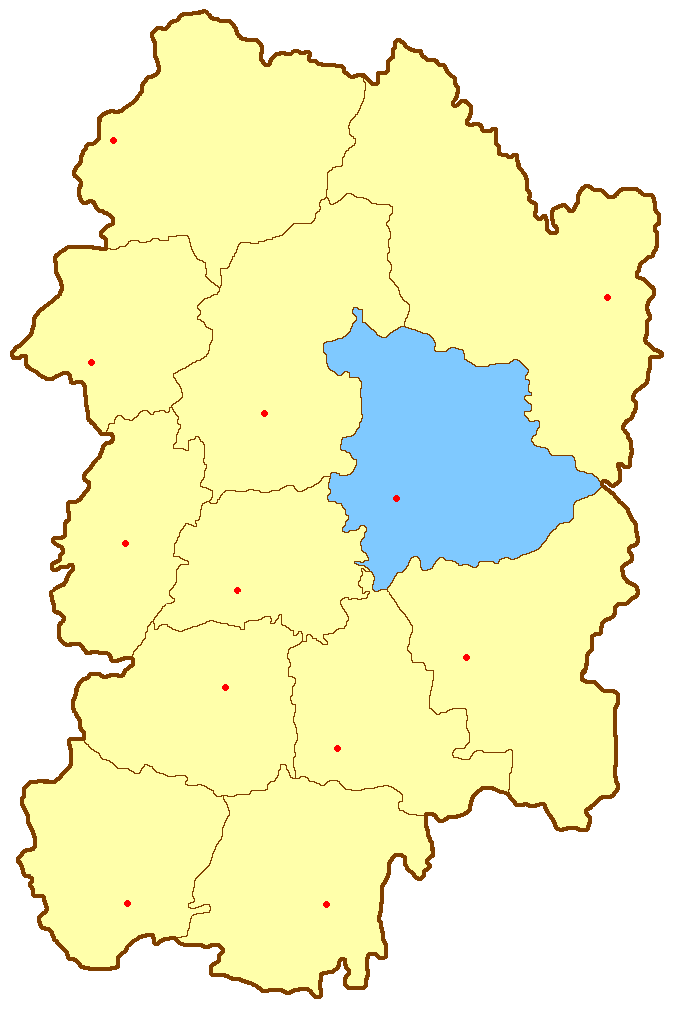
L'ouïezd de Spassk dans le gouvernement de Riazan.

L’ouïezd de Spassk (Спасский уезд) était l'une des subdivisions du gouvernement de Riazan de l'empire russe. Créé en 1778 il existe jusqu'en 1929 avec pour chef-lieu la ville de Spassk.

## Histoire
L'ouïezd est fondé en 1778 comme subdivision de la province de Riazan qui devient en 1796 le gouvernement de Kazan. L'ouïezd disparaît alors avant d'être réinstauré en 1802.
En 1929 l'ouïezd est dissout et son territoire devient le raïon de Spassk de l'okroug de Riazan de l'oblast industriel du centre. 

## Subdivisions administratives
En 1906 l'ouïezd était composé de 25 volosts.

## Démographie
Au moment du recensement de l'Empire russe de 1897, l'ouïezd de Spassk comptait 156 976 habitants.